# Aktivum
Aktivum (aktiv diates, aktiv form) är en morfologisk diates (ibland kallat verbgenus), det vill säga en böjningsform hos verb som markerar subjektets roll i satsen. Aktivum markerar att subjektet är den handlande i satsen (det vill säga är aktivt), till skillnad från exempelvis passivum, där subjektet utgör föremålet för handlingen.